# Évangéliaire de Godescalc
Pour les articles homonymes, voir Godescalc et Godescalc de Bénévent.
L’Évangéliaire de Godescalc ou de Charlemagne est un manuscrit pourpré enluminé de la fin du VIIIe siècle (781-783). C'est un des plus importants exemples d'enluminure carolingienne. Il est conservé à la Bibliothèque nationale de France sous la cote « Nouvelle acquisition latine 1203 ».

## Historique du manuscrit

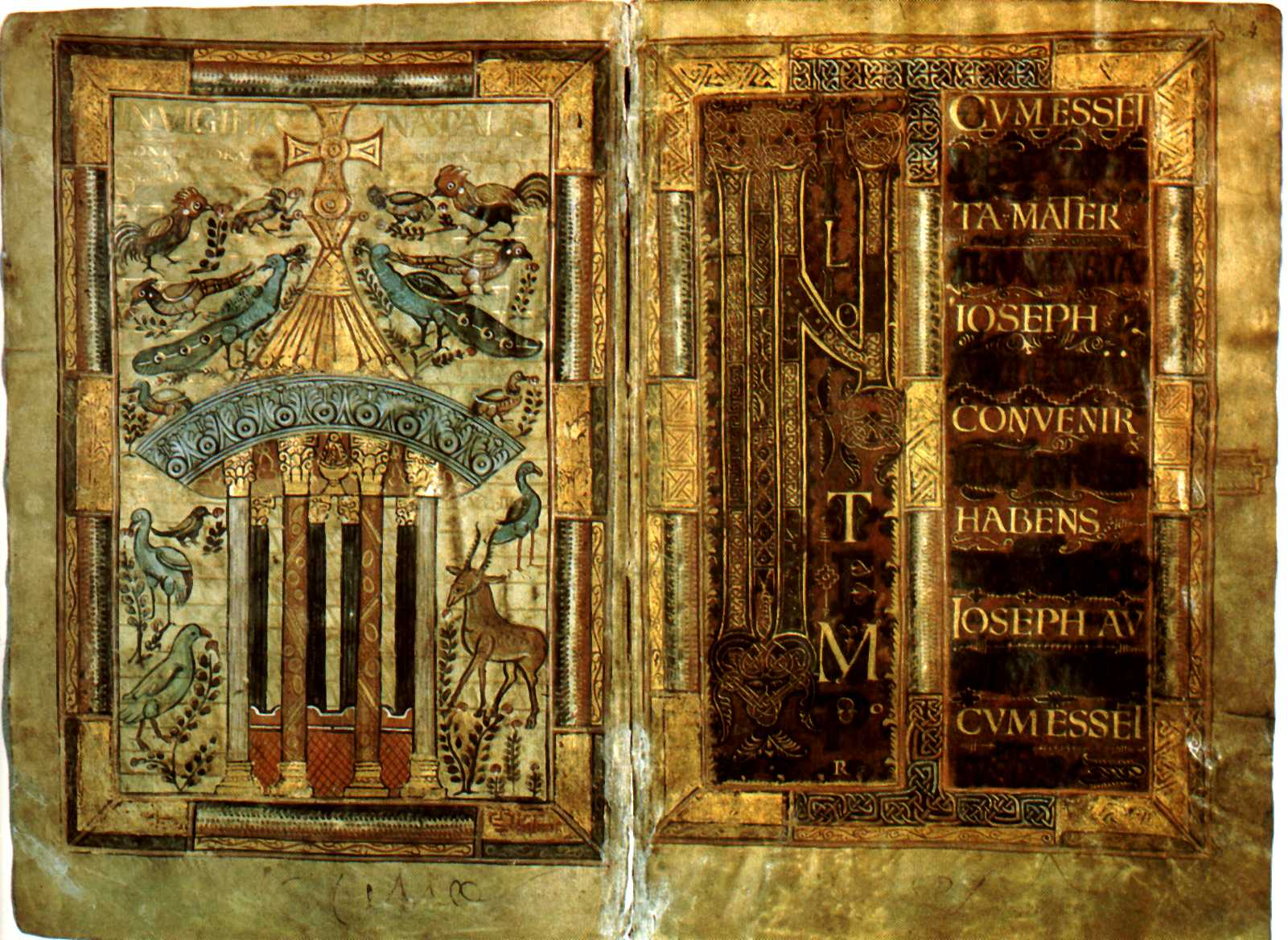
Deux folios de l'évangéliaire : à gauche l'arbre de vie, à droite la première page du texte de la veillée de Noël.

L'évangéliaire est réalisé par le scribe Godescalc à destination du roi Charlemagne et de sa femme Hildegarde. Il est produit à la cour, peut-être alors localisée à Worms. Il est daté entre 781, après le retour de Charlemagne de Rome et le 30 avril 783, jour de la mort en couches d'Hildegarde.
Le manuscrit de l'évangéliaire est attesté en 1246 dans un inventaire des biens de l'abbaye Saint-Sernin à Toulouse. Il a peut-être été donné par Louis le Pieux, alors qu'il est roi d'Aquitaine, ou bien par son fils Charles le Chauve, alors qu'il séjourne à l'abbaye après le siège de la ville en 844. Le manuscrit était alors exposé chaque année par l'abbaye, à l'occasion du Jeudi saint.
Le manuscrit est transféré au cours de la Révolution au musée des Augustins de Toulouse, fondé en 1793. Il est transféré en 1810 à Paris puis il est offert par la ville de Toulouse à Napoléon Ier en 1811, à l'occasion du baptême du roi de Rome. Il est conservé dans les collections impériales, et notamment dans le bureau de son bibliothécaire particulier, Antoine-Alexandre Barbier, au château de Saint-Cloud. Il entre au musée du Louvre en 1814. En 1852, il est transféré au musée des Souverains tout juste créé par Napoléon III, où il est exposé avec le psautier de Charles le Chauve. Il passe ensuite dans les collections de la Bibliothèque nationale de France après la fermeture de ce musée, en 1872.

## Description
L'évangéliaire est rédigé en onciale à l'encre d'or et d'argent sur 127 pages de parchemin pourpré. Le codex est décoré de six miniatures : les quatre Évangélistes, le Christ en gloire (imberbe) et la Fontaine de vie. Il s'achève sur un poème de dédicace (folios 126v et 127r) rédigé en minuscule caroline où apparaît le nom de l'enlumineur, Godescalc (Godescalcus, Gottschalk). Ce poème commémore le voyage fait par Charlemagne en Italie en 781, sa rencontre avec le pape Adrien Ier et le baptême de son fils Pépin.
Il constitue le plus ancien exemple connu d'enluminure carolingienne, un style caractérisé par son mélange d'éléments insulaires (le décor d'entrelacs), paléochrétiens et byzantins, visiblement d'influence italienne. Dans ses miniatures, l'artiste utilise des ombres élaborées, avec un trait marqué et des couleurs, pour donner de la profondeur à ses personnages.